# Ubocz (w Kukowie)
Ubocz (ok. 540 m) – szczyt w południowo-wschodniej części Beskidu Andrychowskiego (Beskid Mały). Znajduje się w zakończeniu krótkiego, południowo-wschodniego grzbietu szczytu Zdziebel. Północny i wschodni stok opadają do potoku Targoszówka, południowy do doliny Krzeszówki i Kocońki.
Ubocz jest porośnięty lasem, ale dawniej był bardziej bezleśny; na lotniczej mapie Geoportalu widoczne są zarastające lasem dawne tereny trawiaste na jego stokach, ostały się jeszcze niektóre polany. Znajduje się całkowicie w obrębie wsi Kuków w województwie małopolskim, w powiecie suskim, w gminie Stryszawa.